# Karl Anselm von Thurn und Taxis

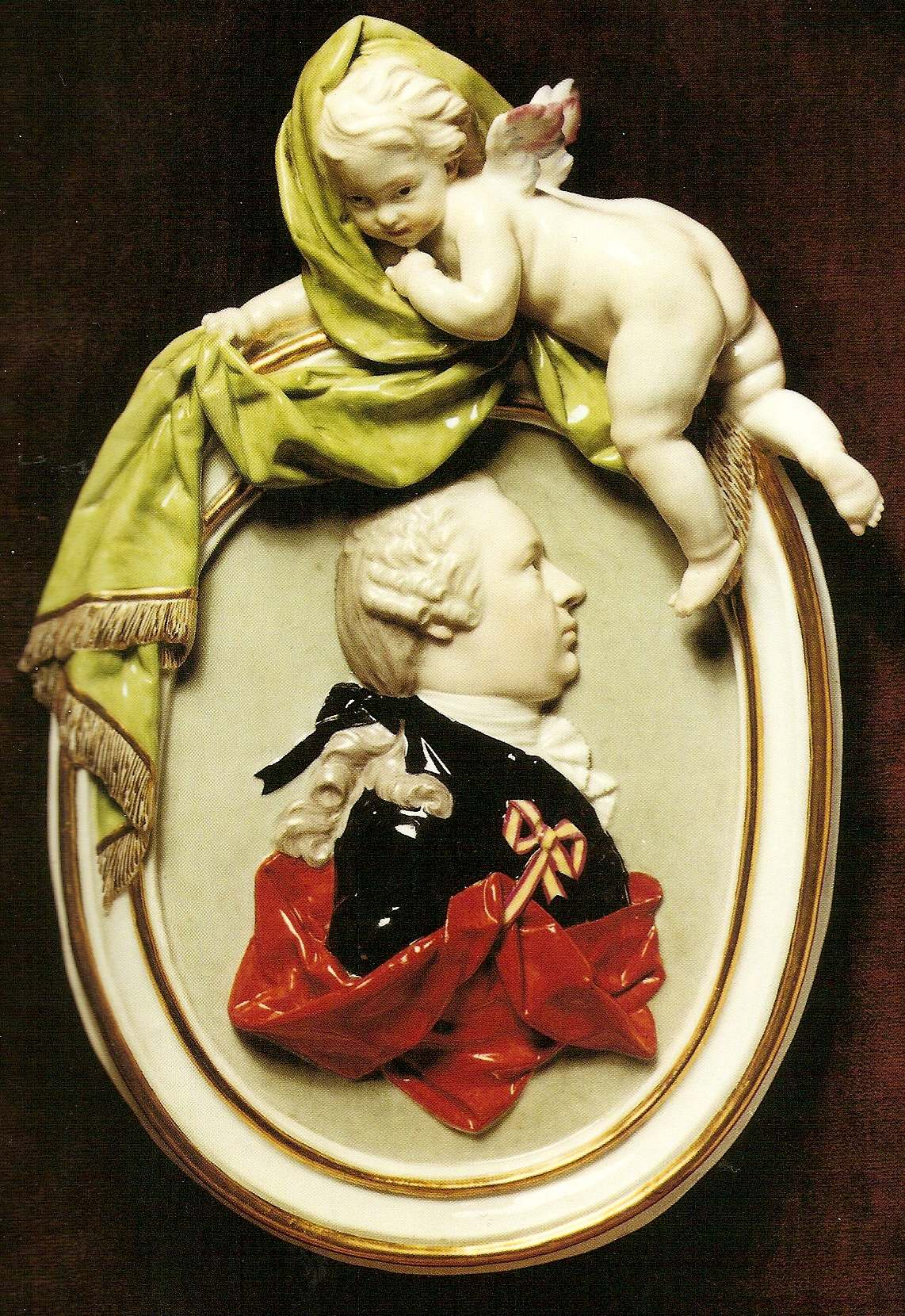
Karl Anselm, Porzellanporträt von Johann Peter Melchior

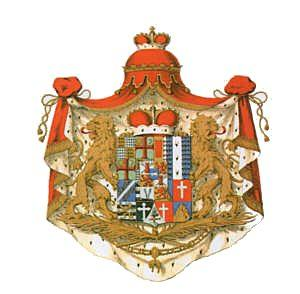
Wappen des Fürstenhauses von Thurn und Taxis

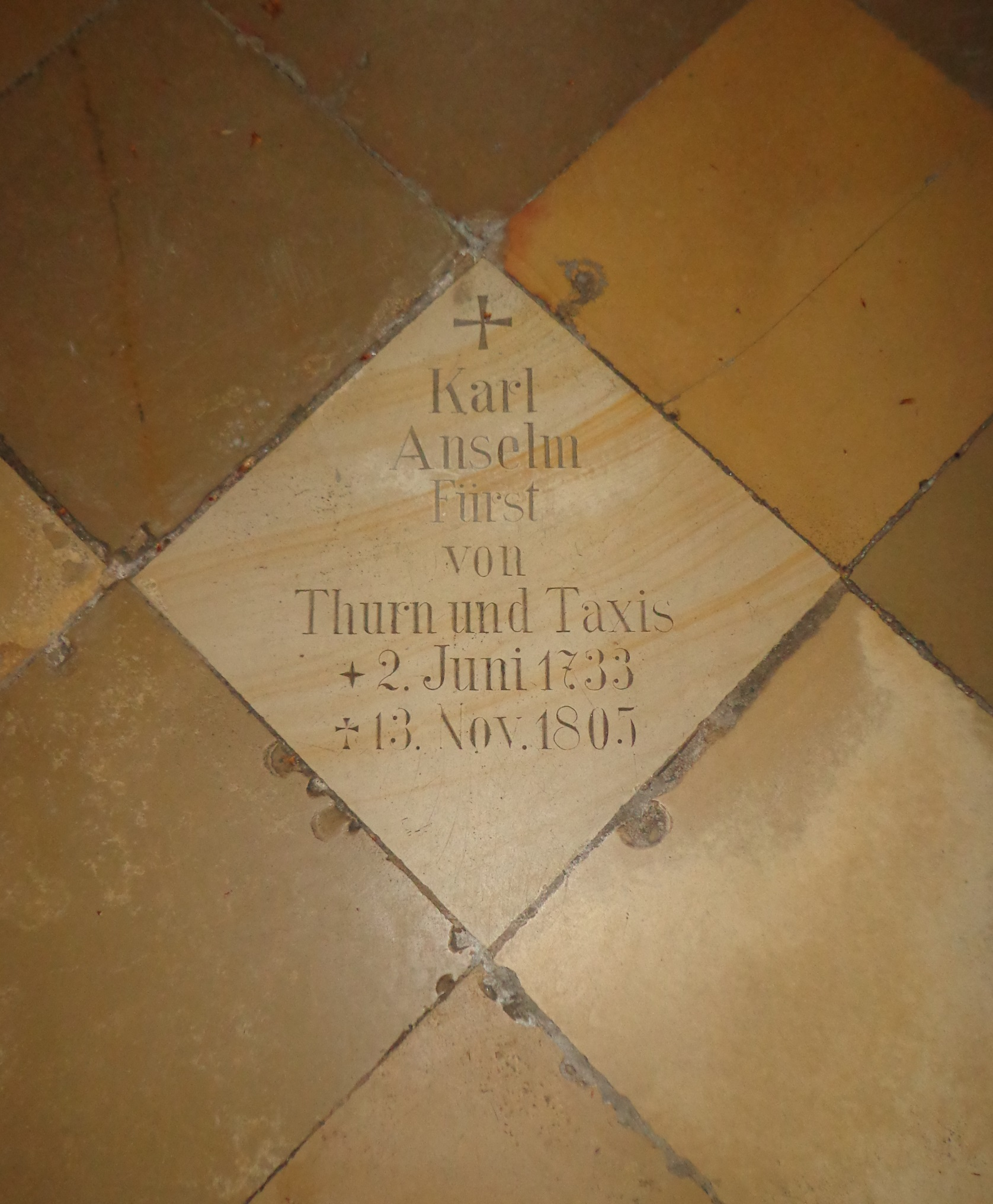
St. Emmerams-Basilika Regensburg, Grab des Karl Anselm von Thurn und Taxis

Karl Anselm von Thurn und Taxis (* 2. Juni 1733 in Frankfurt am Main; † 13. November 1805 in Winzer bei Regensburg) war ein Sohn von Alexander Ferdinand von Thurn und Taxis und seiner Ehefrau Sophie Christiane Luise von Brandenburg-Bayreuth (1710–1739), und der vierte Fürst von Thurn und Taxis. Nach dem Tod seines Vaters am 17. März 1773 wurde er Generalerbpostmeister der Kaiserlichen Reichspost, die durch die Eroberungen Napoleons und letztlich mit der Niederlegung der Kaiserkrone des Heiligen Römischen Reiches durch Franz II. im Jahre 1806 ihr Ende nahm. In der Zeit von 1773 bis 1797 war er als Vertreter des Kaisers Prinzipalkommissar des Immerwährenden Reichstags zu Regensburg. 1779 ergriff er die Initiative zur Errichtung einer die Altstadt von Regensburg umfassenden Baumallee auf Kosten des Hauses Thurn und Taxis, die nach seinem Wunsch Carl Taxische Allee heißen sollte, woraus abgewandelt Fürst-Anselm-Allee und heute im alltäglichen Sprachgebrauch Fürstenallee wurde. Er begründete die Fürst Thurn und Taxis Hofbibliothek und Zentralarchiv.

## Erwerb von Territorien
Karl Anselm erwarb im Jahre 1786 die schwäbische Grafschaft Friedberg-Scheer und musste dafür fast die gesamten Erträgnisse der Post aufwenden. Daraufhin erhob Kaiser Joseph II. die Grafschaft zur „Gefürsteten Grafschaft“. Beim Einfall der französischen Truppen in die Österreichischen Niederlande im Jahre 1794 wurden die dortigen Besitztümer der Thurn und Taxis beschlagnahmt. Mit dem weiteren Vorrücken der französischen Truppen gingen sämtliche linksrheinischen Besitztümer der Thurn und Taxis verloren. Zum Ausgleich erhielt Karl Anselm von Thurn und Taxis im Jahre 1803 laut Artikel 13 des Reichsdeputationshauptschlusses weitere schwäbische Ländereien, wie die Reichsstadt Buchau, das Damenstift Buchau, die Reichsabtei Marchtal und Neresheim, das Amt Ostrach und einige Dörfer, sodass die gefürstete Grafschaft Friedberg-Scheer als Reichsfürstentum Buchau ein relativ geschlossenes Territorium bildete.

## Verluste innerhalb der Reichspost
Im Jahre 1790 hatte die von den Thurn und Taxis als Erblehen betriebene Kaiserliche Reichspost ihre größte Ausdehnung erreicht. Hinzu kam die von den Thurn und Taxis gepachtete Post in den Österreichischen Niederlanden und Tirol. Bedingt durch die Revolutionskriege und die Eroberungen Napoleons verlor Karl Anselm von Thurn und Taxis als Betreiber der Kaiserlichen Reichspost nach und nach immer mehr Postbezirke und damit wichtige Einnahmequellen, beginnend mit dem Verlust der Österreichischen Niederlande, ausführlicher beschrieben unter Gebietsverlusten nach 1790.
Mit dem Frieden von Lunéville am 9. Februar 1801 wurde der Verlust aller Reichspostlinien in den linksrheinischen Gebieten festgeschrieben. Nachdem Preußen im Mai 1802 für den Verlust seiner linksrheinische Gebiete durch rechtsrheinische Gebiete entschädigt worden war, übernahm dort Preußen die Oberhoheit über das Postwesen, und so gingen Karl Anselm von Thurn und Taxis weitere Postbezirke verloren.
Erst unter seinem Sohn und Nachfolger Karl Alexander konnte sich eine von den Thurn und Taxis betriebene private Post neu etablieren.

## Freimaurerei
1765 stiftete er in Regensburg die Freimaurerloge Charles de la Constance, die 1768 vom National-Großmeister der Niederlande ein Patent erhielt. Aus dieser Loge ging die Mutterloge (eine Loge, aus der andere Logen gegründet wurden) Die Wachsende zu den drei Schlüsseln hervor, die später zur Großloge von Regensburg wurde. Der Fürst war der erste Großmeister dieser Mutterloge. Zweiter Großmeister wurde sein Sohn Karl Alexander.

## Stifter der Fürst-Anselm-Allee

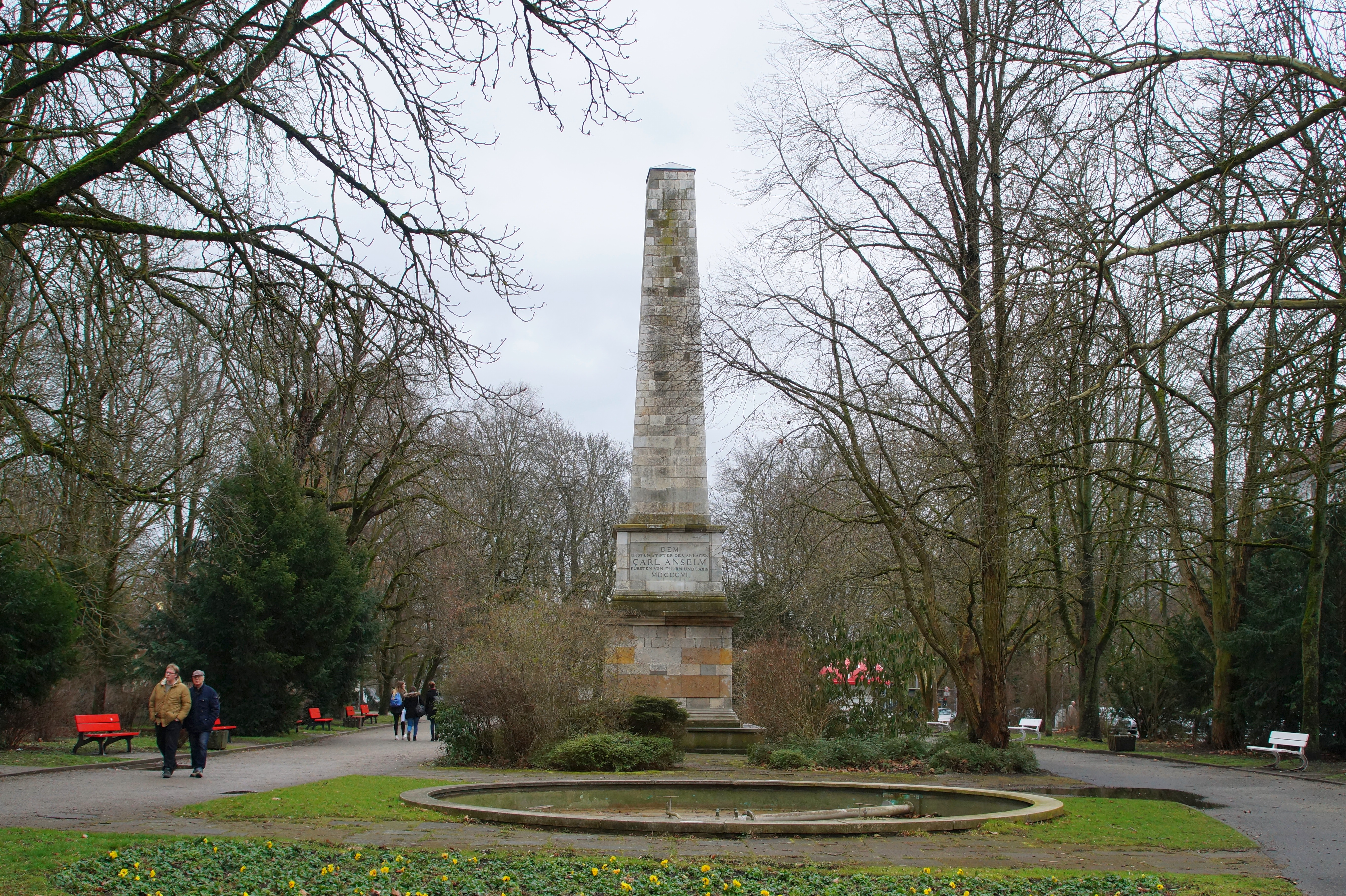
Obelisk des Stifters der Fürstenallee Karl Anselm von Thurn und Taxis

Im Gedenken an manche ihm von der Stadt erwiesene Gefälligkeiten entschloss sich Fürst Carl Anselm im Jahr 1779, zum Nutzen und Vergnügen der Einwohnerschaft von Regensburg, zur Zierde der Stadt und zur Gesundheit der Bevölkerung eine doppelreihige Baumallee vom Jakobstor im Westen bis zum Ostentor im Osten auf eigene Kosten anlegen zu lassen. Die Allee sollte vor der damals noch vollständig erhaltenen Stadtmauer verlaufen, vor dem Zwinger und dem Stadtgraben. Die Pflanzungen erfolgten auf dem Gelände der bereits teilweise verfallenen und von Bewuchs überwucherten zwölf Vorwerke, deren Reste dafür beseitigt und deren Gräben und Wälle durch Erdbaumaßnahmen ausgeglichen werden mussten. Im Mittel waren für die Arbeiten 50 Mann zwei Jahre lang beschäftigt. Die Gesamtkosten betrugen über 12.000 Gulden. Am Ende der Baumaßnahmen war 1781 eine schmale zweireihige Baumallee entstanden, mit verschiedenen Baumarten, wie Vogelbeere, Lärche, viele Linden, Ahorn, Pappel, Weide, Weißbuche, Eiche, Akazie und auch Obstbäume wie Nuss-Apfel- und Kirschbäume. Die Gesamtzahl der gepflanzten Bäume, deren Anzahl nachvollziehbar ist, betrug 1500, jedoch wird die tatsächliche Zahl als deutlich höher eingeschätzt. Von einem zeitgenössischen Betrachter wurde die Allee damals zunächst als ziemlich schmal empfunden, jedoch wurde die Allee schon in den Jahren nach 1800, während der Regierungszeit von Fürstprimas Karl Theodor von Dalberg, auf dessen Initiative und Kosten verlängert und an besonderen Stellen durch weitere Baumpflanzungen ausgebaut. Außerdem ließ Dalberg die Allee in Länge und Breite, durch Ansiedlungen von Gärten erweitern und an geeigneten Stellen mit Denkmälern bestücken. Dalberg initiierte und förderte auch den Bau des Obelisken zum Gedenken an den verstorbenen Gründer der Allee, den Fürsten Carl Anselm.

## Musikliebhaber
Der vierte Fürst von Thurn und Taxis förderte die Hofmusik in der Sommerresidenz Schloss Taxis (Trugenhofen) und in der Hauptresidenz in Regensburg. Er setzte damit den bereits von seinem Vater Fürst Alexander Ferdinand zum Zweck der Repräsentation als kaiserlicher Prinzipalkommissar in Regensburg konsequent betriebenen Ausbau des Ensembles fort. Waren schon mit dem berühmten Musiktheoretiker Joseph Riepel, dem französischen Violinisten Joseph Touchemoulin (seit 1761) oder dem böhmischen Musiker und Komponisten Franz Xaver Pokorny (seit etwa 1766) bedeutende Musikerpersönlichkeiten engagiert, so erlebte die Hofkapelle unter Carl Anselm gerade mit dem Engagement zahlreicher Virtuosen wie Giovanni Palestrini (Oboe) oder Fiorante Agustinelli (Flöte) eine weitere Qualitätssteigerung und Vergrößerung auf bis zu 42 Personen in den 1790er Jahren. Die Zeitgenossen zählten sie (neben unter anderem der Mannheimer Hofkapelle oder dem Ensemble Joseph Haydns in Eszterhaza) zu den besten Orchestern der Zeit.
Seit 1773 war die zentrale Gestalt für den Musikbetrieb der Hofbeamte und Komponist Freiherr Theodor von Schacht, den der Fürst 1773 zum Hofintendanten ernannte und ihn zunächst mit der Auflösung des französischen Theaterbetriebes und dem Aufbau einer italienischen Oper beauftragte. Eine der frühen Opern Schachts, die man im Schloss Trugenhofen aufführte, war Il trionfo della virtu. Anlass für dieses musikalische Ereignis war die Hochzeit von Prinzessin Maria Theresia von Thurn und Taxis mit Fürst Kraft Ernst von Oettingen-Wallerstein im Jahre 1774.
Erst in den späten 1790er Jahren wurde aus finanziellen Gründen, hervorgerufen durch die Revolutionskriege, die Besetzung der Hofkapelle etwas reduziert. Ihre Auflösung erfolgte allerdings erst im Herbst 1806, unmittelbar nachdem das Heilige Römische Reich aufgelöst, der Immerwährende Reichstag beendet und das durch das fürstliche Haus bekleidete Amt des Prinzipalkommissars eine weitere repräsentative Hofhaltung nicht mehr nötig machte.

## Familie
Karl Anselm heiratete am 3. September 1753 in Stuttgart seine Cousine Auguste von Württemberg, Tochter von Karl Alexander Herzog von Württemberg und Marie-Auguste von Thurn und Taxis, die ihm bis 1772 acht Kinder gebar. Nach mehreren angeblichen Mordversuchen seitens seiner Ehefrau verbannte er sie im Januar 1776 unter strengem Hausarrest zuerst nach Schloss Trugenhofen bei Dischingen und dann nach Schloss Hornberg im Schwarzwald, wo sie am 4. Juni 1787 unerwartet verstarb.
Aus der Ehe entstammen:
- Maria Theresia (* 10. Juli 1757; † 9. März 1776) ⚭ 25. August 1774 mit Kraft Ernst I. Fürst zu Oettingen-Wallerstein (1748–1802)
- Sophie Friederike (* 20. Juli 1758; † 31. Mai 1800)

⚭  am 31. Dezember 1775 mit Fürst Hieronim Wincenty Radziwiłł (* 11. Mai 1759; † 18. September 1786);
⚭ um 1795 mit NN Kazanowski
⚭ um 1797 mit einem Graf Ostrorog
- Franz Johann Nepomuk (getauft 2. Oktober 1759; † 22. Januar 1760)
- Henrica Karolina (getauft 25. April 1762; † 25. April 1784) ⚭ 21. April 1783 mit Johann Alois II., Fürst zu Oettingen-Spielberg (1758–1797)
- Alexander Karl (* 19. April 1763; † 21. April 1763)
- Friederika Dorothea (* 11. September 1764; † 10. November 1764)
- Karl Alexander (* 22. Februar 1770; † 15. Juli 1827) ⚭ 25. Mai 1789 mit Therese zu Mecklenburg (1773–1839)
- Friedrich Johann (* 11. April 1772; † 7. Dezember 1805), unverheiratet

Nach dem Tod seiner ersten Frau heiratete er noch im selben Jahr in morganatischer Ehe Elisabeth Hildebrand (1757–1841), 1788 geadelt Frau von Train, eine Bürgerstochter aus Berchtesgaden, die vordem als Dienstbotin mit ökonomischen Aufsichten betraut im thurn und taxis'schen Hofstaat angestellt war. Der Fürst verstieß sie später. Gegen Ende ihres Lebens stand sie wegen Fälschung vor Gericht und starb verschuldet.
Aus der morganatischer Ehe entstammt ein Kind:
- Nikolaus Joseph Karl August Kranz, seit 1814 von Train (1787–1854).[8] Joseph von Train[9] wurde Offizier und Schriftsteller (mit dem Pseudonym Friedrich von Gleichen).[10] 1815 heiratete er Maria Anna Josephine Hyazinthe Freiin von Schönprunn (1793–1855), mit der er fünf Söhne und zwei Töchter bekam.[11][12]